# Tootsi (Võru)
Tootsi (Duits: Totsi) is een plaats in de Estlandse gemeente Võru vald, provincie Võrumaa. De plaats telt 43 inwoners (2021) en heeft de status van dorp (Estisch: küla).
De Põhimaantee 2, de hoofdweg van Tallinn via Tartu naar de grens met Rusland, en de rivier Iskna komen door Tootsi.

## Geschiedenis
Tootsi werd voor het eerst genoemd in 1627 onder de naam Thotz, een ‘Gesinde’ (nederzetting). In 1798 werd Tootsi genoemd als dorp onder de naam Tootse. Het dorp lag op het landgoed van Neu-Kasseritz (Estisch: Vastse-Kasaritsa; het dorp Vastse-Kasaritsa heet sinds 1945 Verijärve).
In 1977 werden de buurdorpen Kallastõ en Palgi bij Tootsi gevoegd.